# Шенау-ім-Шварцвальд
Шенау-ім-Шварцвальд (нім. Schönau im Schwarzwald) — місто в Німеччині, знаходиться в землі Баден-Вюртемберг. Підпорядковується адміністративному округу Фрайбург. Входить до складу району Леррах.
Площа — 14,70 км2. Населення становить 2425 ос. (станом на 31 грудня 2020).

## Відомі люди
- 1960 року у місті народився Йоахім Лев, німецький футболіст, а згодом футбольний тренер, який привів збірну Німеччини до перемоги на чемпіонаті світу з 2014 року.

## Галерея

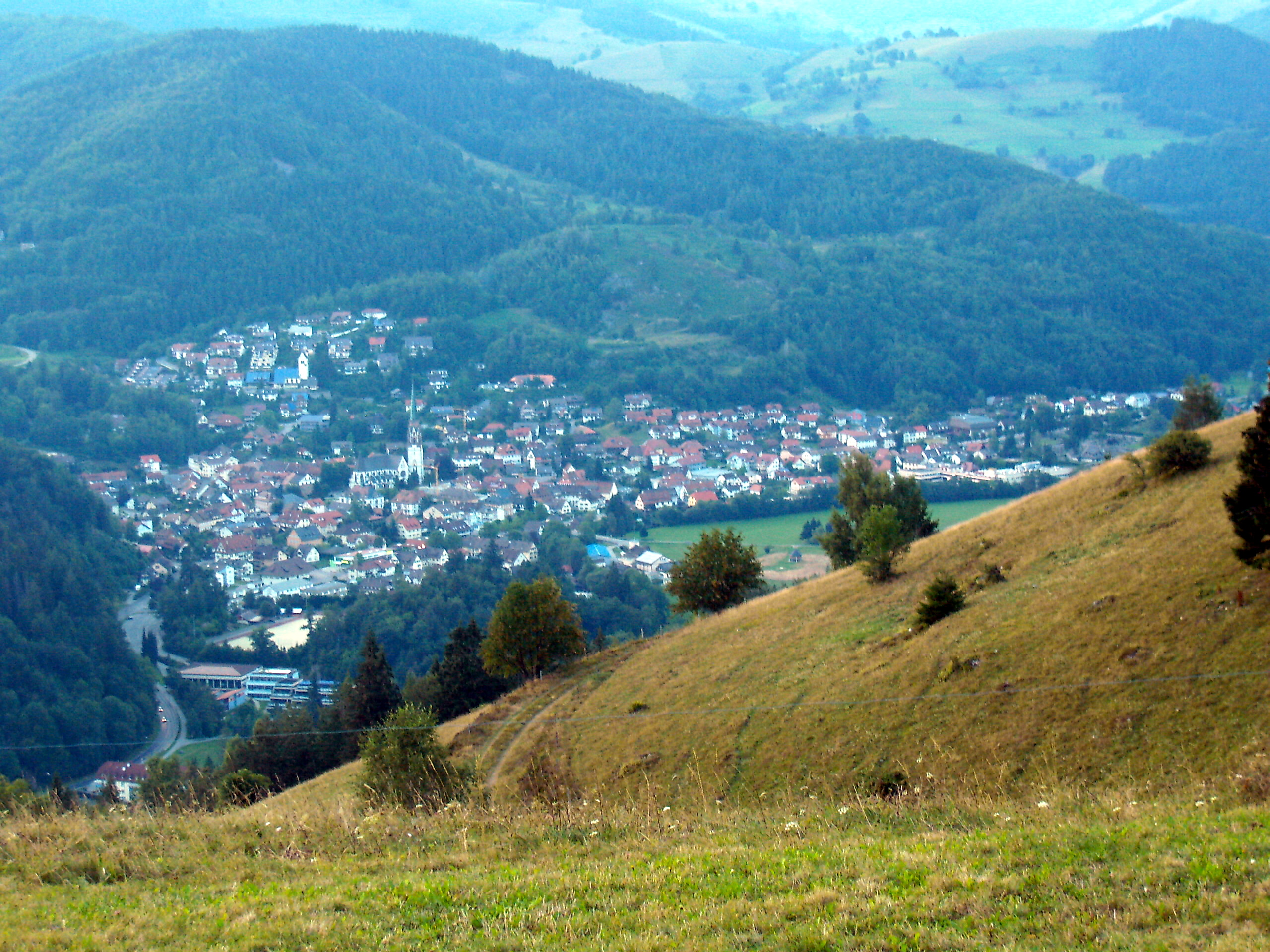
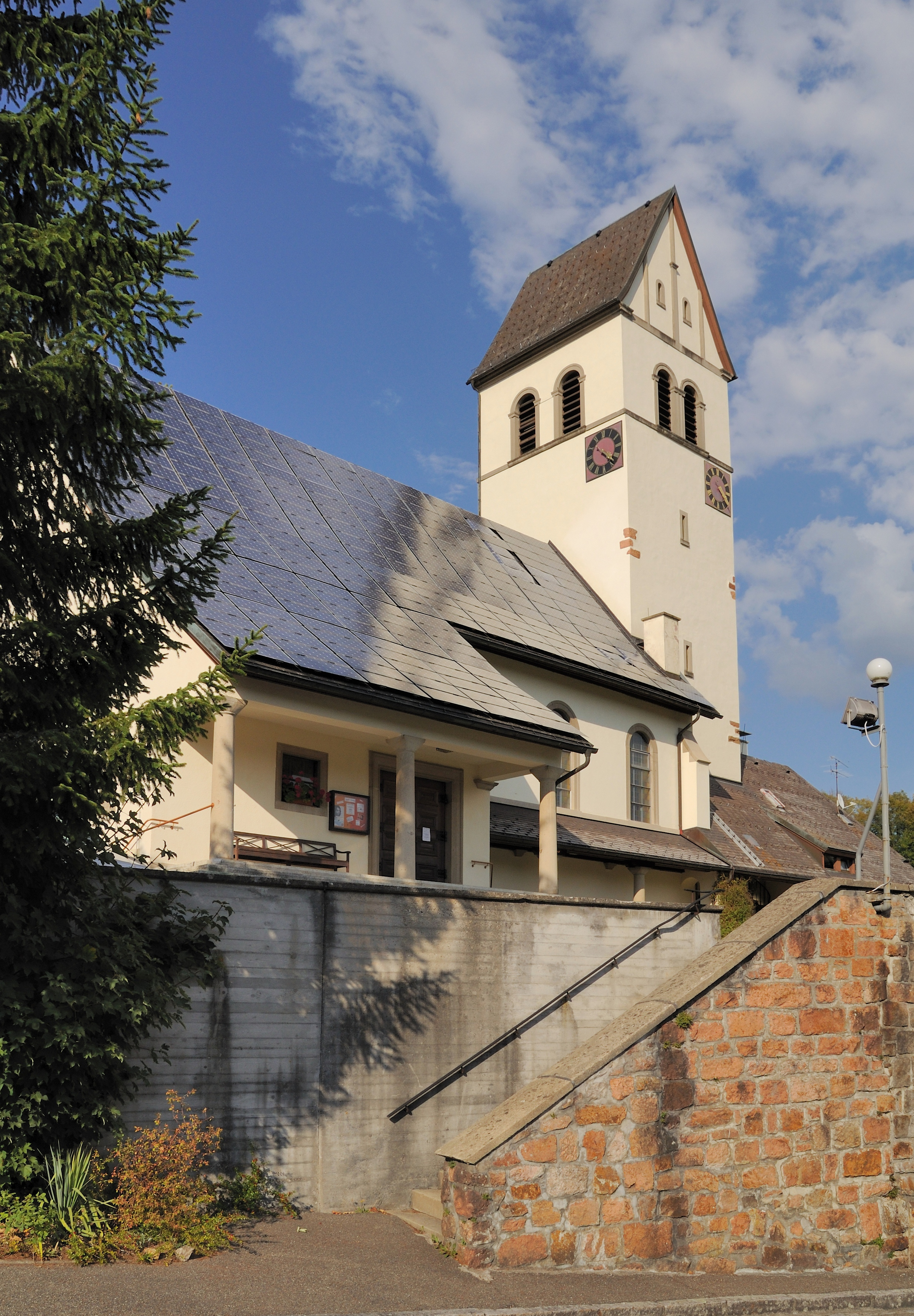
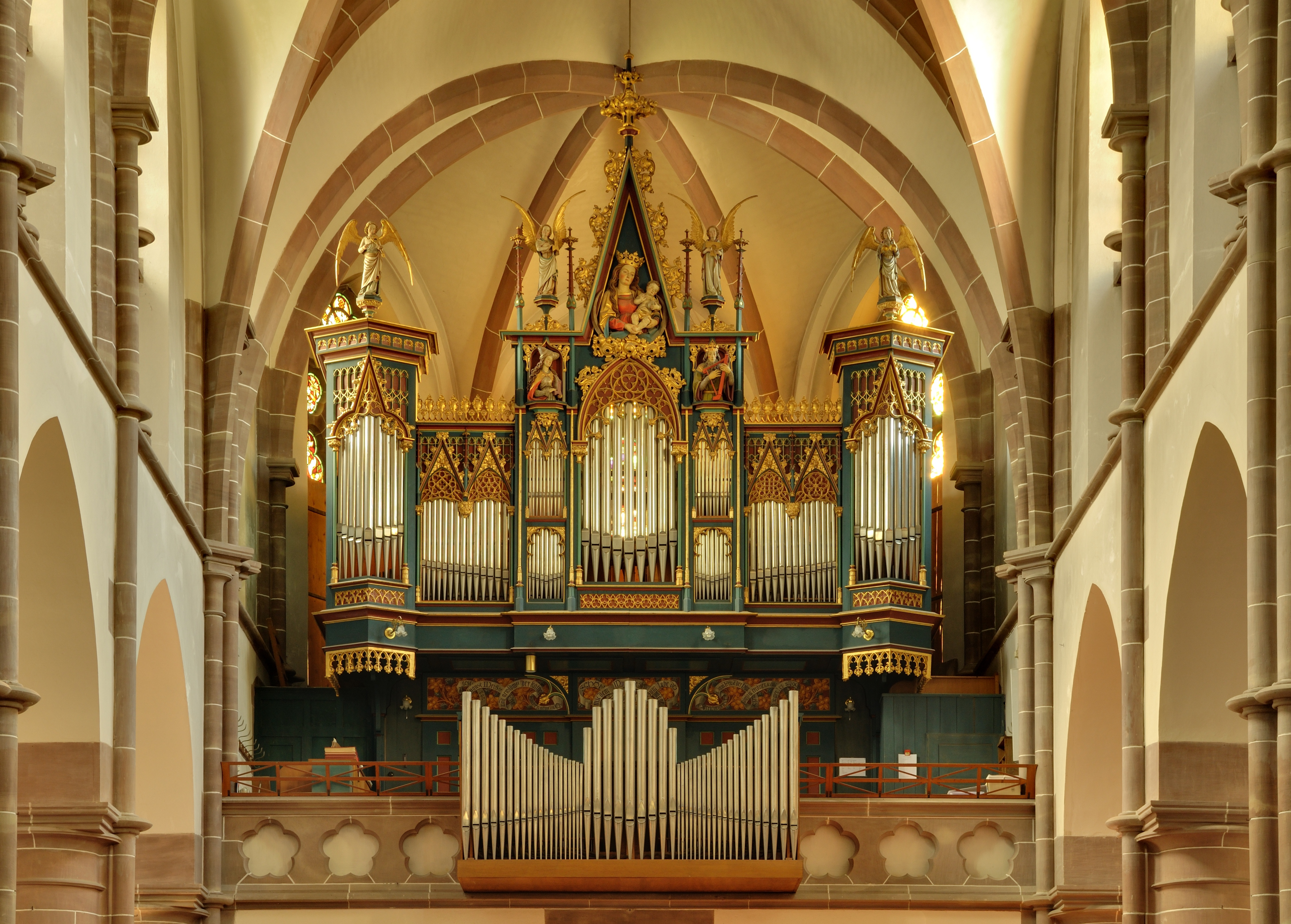